# 岡崎井田站
岡崎井田站（日语：／ Okazaki-Ida eki */?）是一座位於愛知縣岡崎市鴨田町，名古屋鐵道（名鐵）的車站（廢站）。
此站是舉母線和岡崎市內線的起終點站。但是，岡崎市內線的電車實際運作上會駛入舉母線岡崎井田至大樹寺之間的區間，因此舉母線和岡崎市內線實質的轉乘站為大樹寺站。因此，此站的廢除日期也是岡崎市內線全線廢除的日期相同。

## 歷史
- 1923年（大正12年）9月8日：岡崎電氣軌道康生町至此站之間開通，此站啟用。
- 1924年（大正13年）12月27日：此站至大樹寺至門立之間開業，此站成為中途站。
- 1929年（昭和4年）12月18日：大樹寺至門立之間的架空電纜電壓由600V升至1500V。此站至大樹寺之間的電壓維持600V，使該區間成為市內線的一部分。
- 1948年（昭和23年）11月1日前：成為無人車站[2]。
- 1955年（昭和30年）8月28日：設置交會設備。
- 1962年（昭和37年）6月17日：岡崎市內線全線廢除，使與該線相連的舉母線此站至大樹寺之間也被廢除，此站被廢除。

## 車站構造
車站是一座地面車站，曾經設有1面1線的單式月台。後來於1955年設置交會設備，變為2面2線的相對式月台。但是由於車站位於道路上，因此設置了安全島。

## 使用狀況
根據《愛知縣統計書》、《愛知縣統計年鑑》和《岡崎市史》等，以下列出一日平均乘車人次和一日平均上下車人次變化：
| 年                 | 一年總計 | 一年總計   | 一日平均 | 一日平均   | 備註                              |
| 年                 | 乘車人次 | 上下車人次 | 乘車人次 | 上下車人次 | 備註                              |
| ------------------ | -------- | ---------- | -------- | ---------- | --------------------------------- |
| 1949（昭和24）年度 | 94,000   | 189,000    | *258     | *518       | 該期間為1949年5月 - 1950年4月尾   |
| 1950（昭和25）年度 | 95,000   | 210,000    | *260     | *575       | 該期間為1949年11月 - 1950年10月尾 |
| 1951（昭和26）年度 | 94,000   | 202,000    | *257     | *552       | [ 5 ]                             |
| 1952（昭和27）年度 | 29,000   | 58,000     | 159      | 313        | [ 6 ]                             |
| 1953（昭和28）年度 | 2,000    | 3,000      | 5        | 8          | [ 7 ]                             |
| 1954（昭和29）年度 | 11,000   | 22,000     | 30       | 60         | [ 8 ]                             |
| 1955（昭和30）年度 | 15,000   | 30,000     | 40       | 80         | [ 1 ]                             |

斜體的値是以千人為單位（四捨五入）
* 以千人為單位的近似值

## 相鄰車站
名古屋鐵道
舉母線
大樹寺－岡崎井田
舉母線
岡崎井田－伊賀町

## 注腳
1. 1 2  愛知縣（編）《愛知縣統計年鑑 昭和32年刊行》、愛知縣、1957年、323頁
2. ↑  名古屋鉄道広報宣伝部（編）. . 名古屋鉄道. 1994: 885 （日语）.
3. ↑  《愛知縣統計書. 昭和24年》、（国立国会図書館デジタルコレクション）
4. ↑  愛知縣（編）《愛知縣統計年鑑 昭和27年刊行》、愛知縣、1952年、331頁
5. ↑  愛知縣（編）《愛知縣統計年鑑 昭和28年刊行》、愛知縣、1953年、315頁
6. ↑  愛知縣（編）《愛知縣統計年鑑 昭和29年刊行》、愛知縣、1954年、334頁
7. ↑  愛知縣（編）《愛知縣統計年鑑 昭和30年刊行》、愛知縣、1955年、310頁
8. ↑  愛知縣（編）《愛知縣統計年鑑 昭和31年刊行》、愛知縣、1956年、307頁